# Elysia marginata
Elysia marginata (лат.) — вид морских брюхоногих моллюсков из семейства Plakobranchidae подкласса Heterobranchia. Известны тем, что их голова может отделяться от тела и отращивать новое тело.

## Распространение
Elysia marginata обитает в Индо-Тихоокеанской области у побережья Индонезии, Вьетнама, Австралии, Новой Каледонии, у Гавайских, Маршалловых и Каролинских остров, Таити, Самоа, Палау.

## Описание
Зелёное тело с чёрными и кремовыми пятнами. Параподии высокие, тонкие, с чёрной полосой вокруг параподиального края и субмаргинальной оранжевой полосой. Между оранжевой и чёрной полосой находится белая. Имеет подвижную и миграционную форму, сидячая форма составляет 76 мм, а миграционная редко превышает 25 мм.

## Экология
Elysia marginata живёт на глубине до 12 м и питается водорослями Briopsis. Фотосинтезирующие клетки остаются в теле моллюска и продолжают фотосинтезировать, снабжая его питательными веществами.
В отличие от других морских слизней, способных восстанавливать лишь незначительные части тела, Elysia marginata (и Elysia artovirdis) могут полностью аутомизировать свои головы от остальной части тела. Голова отрывается от туловища в течение нескольких часов. При этом, голова остаётся живой и перемещается. Не умереть от голода без пищеварительной системы ей помогают запасённые хлоропласты.
Предположительно, отделение от тела нужно чтобы спастись от паразитов в теле, а не от хищников: имитация хищников в лабораторных условиях не вызывает автотомию, а также автотомия длится слишком долго, поэтому куда быстрее можно спрятаться с телом.